# Ak-Sëok
Ak-Sëok (ryska: Ак-Сёок) är en ort i Kirgizistan.   Den ligger i oblastet Tjüj Oblusu, i den norra delen av landet, 40 km väster om huvudstaden Bisjkek. Ak-Sëok ligger 612 meter över havet och antalet invånare är 1 217.
Terrängen runt Ak-Sëok är platt. Runt Ak-Sëok är det ganska glesbefolkat, med 45 invånare per kvadratkilometer. Närmaste större samhälle är Predtechenka, 8,7 km sydväst om Ak-Sëok. Trakten runt Ak-Sëok består till största delen av jordbruksmark.